# Ferdinando IV di Castiglia

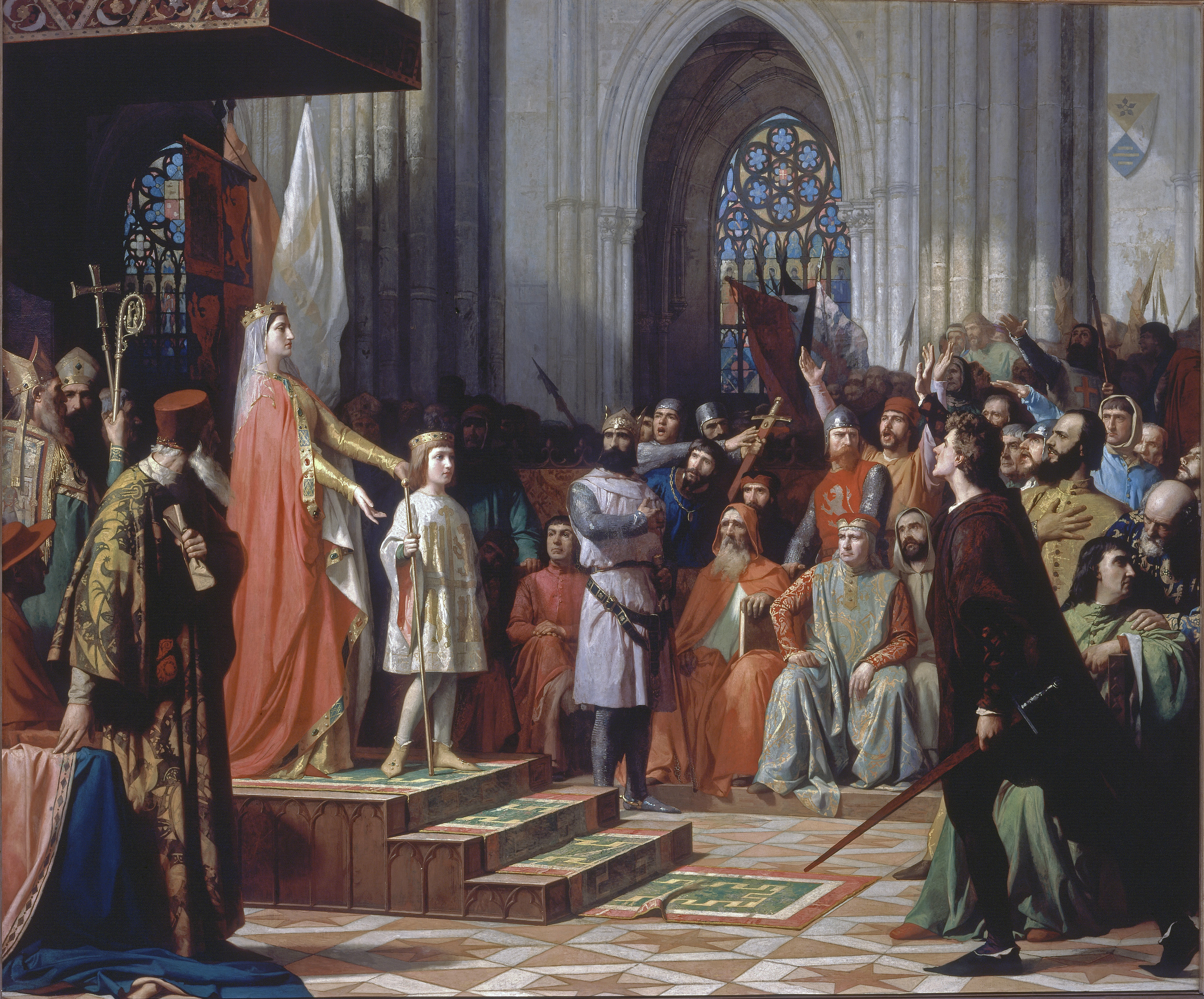
Maria di Molina presenta suo figlio Fernando IV alle Cortes di Valladolid nel 1295

Ferdinando Sanchez, detto il Convocato (el Emplazado) (Fernando o Fernán in spagnolo, in asturiano, in aragonese e in basco, Fernando o Fernão in portoghese e in galiziano, Ferran in catalano, Ferdinandus in latino) (Siviglia, 6 dicembre 1285 – Jaén, 7 settembre 1312), è stato re di Castiglia e León dal 1295 al 1312.

## Origini
Era il figlio maschio primogenito del re di Castiglia e León Sancho IV e di Maria di Molina, figlia di Alfonso di Molina (figlio del re del León, Alfonso IX e della regina di Castiglia, Berenguela) e della sua terza moglie, Mayor Téllez di Meneses.

## Biografia
Nel Chronicon Domini Joannis Emmanuelis viene riportata, nel dicembre del 1285, la nascita di Ferdinando (Rex Dns Fernandus, filius Regis Dni Sancii, in Hispali).
Nel corso del 1294 Ferdinando fu fidanzato prima con Margherita di Francia (1288- novembre 1294) e poi in novembre con Bianca di Francia (1290-1295), entrambe figlie del re di Francia Filippo IV il Bello e di Giovanna I di Navarra.
Nel 1295, alla morte del padre, divenne re a soli nove anni di età e fu incoronato con il nome di Ferdinando IV; Maria di Molina, quale tutrice, venne nominata reggente assieme a Enrico di Castiglia. Fu un periodo estremamente difficile, poiché la giovane età poneva il re in condizioni di grande debolezza di fronte alle rivendicazioni di altri due pretendenti: lo zio, il principe Giovanni, che si appropriò del regno di León, e soprattutto il cugino, Alfonso de la Cerda, successore designato dal nonno Alfonso X, al quale Sancho IV aveva usurpato il trono.

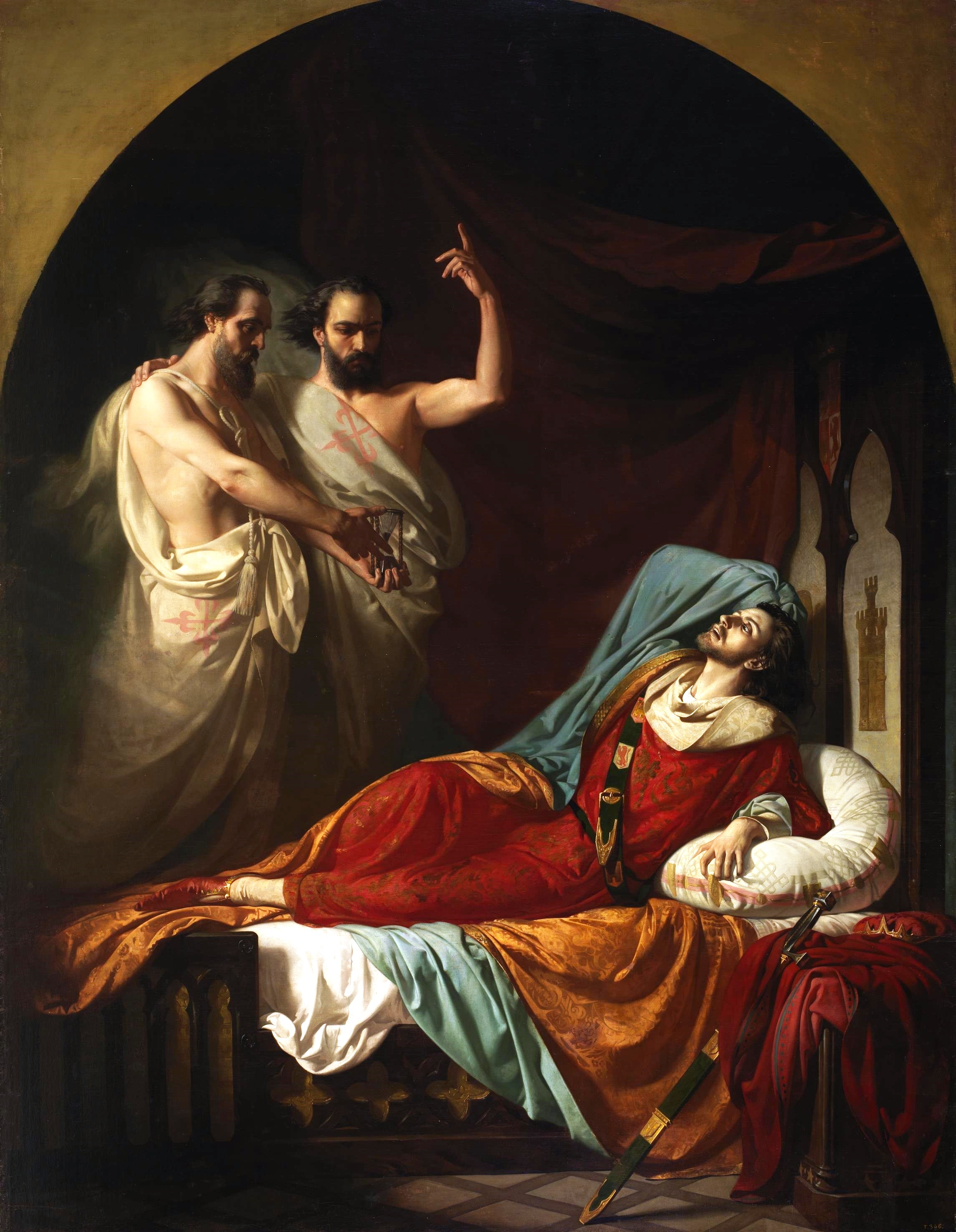
Gli ultimi momenti del re Fernando IV

Il pretendente alla corona di Castiglia, Alfonso de la Cerda, che dal 1276 si era rifugiato in Aragona e, nel 1288, a Jaca era stato proclamato re di Castiglia da Alfonso III di Aragona, fece le sue richieste sempre più pressanti, con l'appoggio del re d'Aragona, Giacomo II, cognato di Ferdinando, che, dopo la morte del suocero, aveva rinviato in Castiglia la moglie, Isabella di Castiglia.
Sfruttando questa situazione di incertezza e approfittando della giovane età del nuovo re di Castiglia, il re del Portogallo, Dionigi, dichiarò guerra alla Castiglia, che si affrettò a restituire le città di Serpa e Moura ed inoltre a cedere al Portogallo le città di Aroche e Aracena.
L'anno seguente Dionigi invase ed annesse il distretto di Ribacôa (che oggi comprende i municipi di Almeida, Figueira de Castelo Rodrigo, Pinhel e Sabugal), compreso tra i fiumi Côa e Duero.
Nel 1297 fu siglato il trattato di Alcañices con Dionigi; la reggente Maria con Ferdinando IV, riconosciuto il Ribacôa al Portogallo, sancivano una pace della durata di quarant'anni, che prevedeva amicizia e mutua difesa.
Ferdinando IV salvò il trono solo grazie all'abilità con la quale la regina madre seppe mediare tra le varie forze in campo, alternando le concessioni tra nobiltà, clero e comuni, mantenendo un difficile equilibrio, appoggiandosi ora all'una ora all'altra fazione.
Comunque, nonostante secondo la Chronicon Domini Joannis Emmanuelis, nel 1297, il re d'Aragona Giacomo II attaccò la Castiglia e occupò il regno di Murcia, sempre secondo la Chronicon Domini Joannis Emmanuelis la reggente Maria di Molina riuscì ad avere ragione dei ribelli, guidati da Diego [V] de Haro e appoggiati da Dionigi del Portogallo.
Nel 1300 il re di Aragona Giacomo II attaccò ancora la Murcia per riprendersi i territori che spettavano all'Aragona, secondo il trattato di Almizra del 1244 tra Giacomo I di Aragona e Alfonso X di Castiglia che confermava il trattato, del 1179, siglato tra Alfonso VIII di Castiglia e Alfonso II d'Aragona, a Cazorla.
Nel 1301, dopo avere visto convalidato il matrimonio dei suoi genitori, dato che aveva raggiunto la maggior età, Ferdinando IV fu dichiarato maggiorenne e mentre la madre, Maria, si ritirava a vita privata, anche perché i rapporti coll'ingrato figlio non furono dei migliori, la tutela dello zio Enrico si protrasse sino al febbraio dell'anno dopo.
Nel 1301 anche lo zio, il principe Giovanni, rinunciò alle sue pretese sul regno di León, in cambio di cospicue donazioni.
Nel 1302, a Valladolid, Ferdinando IV sposò Costanza del Portogallo, figlia di Dionigi del Portogallo e di Isabella di Aragona, figlia del re di Aragona Pietro III d'Aragona e della regina Costanza di Sicilia.
Nel 1304 Giacomo II ed il re di Castiglia, Ferdinando IV trovarono un accordo che portava il confine sul corso del rio Segura, conosciuto come Sentencia Arbitral de Torrellas, confermato l'anno seguente (1305) con il trattato di Elche, dove la Murcia veniva confermata alla Castiglia, mentre le città di Orihuela, Elche, Caudete, Elda et Alicante, passavano al regno di Valencia, che faceva parte della corona d'Aragona, mentre Cartagena veniva restituita alla Castiglia.
Con il trattato di Torrellas, fu anche concordato che Alfonso de la Cerda rinunciava a tutti i suoi diritti sul trono di Castiglia in cambio delle signorie di Alba, Béjar e Gibraleón.
Fatta la pace con l'Aragona si dedicò alla guerra contro i Mori del Sultanato di Granada. Nel 1309 Giacomo II di Aragona, a seguito dell'armonia ritrovata con la Castiglia, andò in aiuto di Ferdinando IV, per la conquista, di Gibilterra (che però, nel 1333, fu nuovamente perduta), a cui parteciparono anche truppe portoghesi.
Conquistata Gibilterra, nel 1309, pose l'assedio ad Algeciras e mentre stava pianificando l'assalto a quest'ultima città di improvvisamente lo sorprese la morte, nel settembre del 1312. Gli successe il figlio Alfonso, di pochi mesi, e sua madre, Maria di Molina fu nominata tutrice, assieme al figlio, Pietro,del nipotino, e dovette assumere nuovamente la reggenza che tenne sino alla sua morte avvenuta a Valladolid nel 1321.

## Discendenza[1][3][8][9]
Ferdinando e Costanzas ebbero tre figli:
- Eleonora di Castiglia, (1307-1359), promessa sposa, nel 1319, del principe Giacomo d'Aragona, il quale però si ritirò in monastero e nel 1329 si sposò con il re d'Aragona Alfonso IV il Benigno
- Constanza di Castiglia (1308-1310)[8]. Secondo i Reali di Castiglia[1], si sarebbe chiamata Maria e sarebbe vissuta più a lungo, tanto che nell'ottobre 1334, avrebbe ricevuto la dispensa papale per potersi fidanzare con Giovanni Plantageneto, conte di Cornovaglia, figlio del re d'Inghilterra Edoardo II e di Isabella di Francia.
- Alfonso XI di Castiglia il Giusto (1311-1350), re di Castiglia e León

## Ascendenza
|                            |                    |                           | Genitori                  |  |  | Nonni |  |  | Bisnonni                    |  |  | Trisnonni          |  |
|                            |                    |                           |                           |  |  |       |  |  | Ferdinando III di Castiglia |  |  | Alfonso IX di León |  |
|                            |                    |                           |                           |  |  |       |  |  | Ferdinando III di Castiglia |  |  | Alfonso IX di León |  |
|                            |                    | Berenguela di Castiglia   |                           |  |  |       |  |  | Ferdinando III di Castiglia |  |  |                    |  |
| Alfonso X di Castiglia     |                    |                           |                           |  |  |       |  |  | Ferdinando III di Castiglia |  |  |                    |  |
|                            |                    | Beatrice di Svevia        | Filippo di Svevia         |  |  |       |  |  |                             |  |  |                    |  |
|                            |                    | Beatrice di Svevia        | Filippo di Svevia         |  |  |       |  |  |                             |  |  |                    |  |
|                            |                    | Beatrice di Svevia        | Irene Angela              |  |  |       |  |  |                             |  |  |                    |  |
| Sancho IV di Castiglia     |                    | Beatrice di Svevia        |                           |  |  |       |  |  |                             |  |  |                    |  |
|                            |                    | Giacomo I d'Aragona       | Pietro II d'Aragona       |  |  |       |  |  |                             |  |  |                    |  |
|                            |                    | Giacomo I d'Aragona       | Pietro II d'Aragona       |  |  |       |  |  |                             |  |  |                    |  |
|                            |                    | Giacomo I d'Aragona       | Maria di Montpellier      |  |  |       |  |  |                             |  |  |                    |  |
| Violante d'Aragona         |                    | Giacomo I d'Aragona       |                           |  |  |       |  |  |                             |  |  |                    |  |
|                            |                    | Iolanda d'Ungheria        | Andrea II d'Ungheria      |  |  |       |  |  |                             |  |  |                    |  |
|                            |                    | Iolanda d'Ungheria        | Andrea II d'Ungheria      |  |  |       |  |  |                             |  |  |                    |  |
|                            |                    | Iolanda d'Ungheria        | Iolanda di Courtenay      |  |  |       |  |  |                             |  |  |                    |  |
| Ferdinando IV di Castiglia |                    | Iolanda d'Ungheria        |                           |  |  |       |  |  |                             |  |  |                    |  |
|                            | Alfonso IX di León | Ferdinando II di León     |                           |  |  |       |  |  |                             |  |  |                    |  |
|                            | Alfonso IX di León | Ferdinando II di León     |                           |  |  |       |  |  |                             |  |  |                    |  |
|                            | Alfonso IX di León | Urraca del Portogallo     |                           |  |  |       |  |  |                             |  |  |                    |  |
| Alfonso di Molina          | Alfonso IX di León |                           |                           |  |  |       |  |  |                             |  |  |                    |  |
|                            |                    | Berenguela di Castiglia   | Alfonso VIII di Castiglia |  |  |       |  |  |                             |  |  |                    |  |
|                            |                    | Berenguela di Castiglia   | Alfonso VIII di Castiglia |  |  |       |  |  |                             |  |  |                    |  |
|                            |                    | Berenguela di Castiglia   | Eleonora d'Inghilterra    |  |  |       |  |  |                             |  |  |                    |  |
| Maria di Molina            |                    | Berenguela di Castiglia   |                           |  |  |       |  |  |                             |  |  |                    |  |
|                            |                    | Alfonso Tellez de Meneses | …                         |  |  |       |  |  |                             |  |  |                    |  |
|                            |                    | Alfonso Tellez de Meneses | …                         |  |  |       |  |  |                             |  |  |                    |  |
|                            |                    | Alfonso Tellez de Meneses | …                         |  |  |       |  |  |                             |  |  |                    |  |
| Mayor Alonso de Meneses    |                    | Alfonso Tellez de Meneses |                           |  |  |       |  |  |                             |  |  |                    |  |
|                            |                    | …                         | …                         |  |  |       |  |  |                             |  |  |                    |  |
|                            |                    | …                         | …                         |  |  |       |  |  |                             |  |  |                    |  |
|                            |                    | …                         | …                         |  |  |       |  |  |                             |  |  |                    |  |
|                            |                    | …                         |                           |  |  |       |  |  |                             |  |  |                    |  |